# Eutelia dulcilinea
Eutelia dulcilinea är en fjärilsart som beskrevs av Walker 1863. Eutelia dulcilinea ingår i släktet Eutelia och familjen nattflyn. Inga underarter finns listade i Catalogue of Life.